# Bennetot
Bennetot là một xã thuộc tỉnh Seine-Maritime trong vùng Normandie miền bắc nước Pháp.

## Huy hiệu
| Arms of Bennetot | The arms of Bennetot are blazoned: Per bend sinister, 1: Or, an abbot's crozier gules, and to sinister a maltese cross sable; 2: vert, 2 leopards Or |

## Dân số
| Năm | 1962 | 1968 | 1975 | 1982 | 1990 | 1999 | 2006 |
| --- | ---- | ---- | ---- | ---- | ---- | ---- | ---- |
| Dân số | 143  | 148  | 105  | 113  | 97   | 127  | 171  |
| From the year 1962 on: No double counting—residents of multiple communes (e.g. students and military personnel) are counted only once. |      |      |      |      |      |      |      |